# Double or nothing
Double or nothing (DoN) – rodzaj turnieju pokerowego, w którym połowa graczy wygrywa podwojenie postawionego zakładu, a druga połowa traci wszystko. Najczęściej bierze w nim udział sześciu albo dziesięciu graczy. W przeciwieństwie do klasycznych turniejów Sit and Go (SnG) i turniejów Multi Table Tournaments (MTT), turnieje DoN nie mają zróżnicowanej puli nagród.